# Clifford Olson
Clifford Robert Olson jr. (Vancouver, 1 januari 1940 – Laval, 30 september 2011) was een Canadees seriemoordenaar en pedofiel die elf moorden in 1980 en 1981 op kinderen tussen negen en achttien jaar bekend heeft. Sommige slachtoffers werden tevens verkracht.

## Arrestatie
Olson werd op 12 augustus 1981 gearresteerd op verdenking van pogingen tot ontvoering van twee meisjes. In zijn 41 jaar had hij toen pas drie jaar als volwassene op vrije voet geleefd, na veroordelingen voor onder meer diefstal , wapenbezit, fraude, inbraak en gewapende overvallen. In januari 1982 bekende Olson schuld aan elf moorden. Daarop werd hij veroordeeld tot elfmaal levenslang in de Special Handling Unit in Sainte-Anne-des-Plaines (Quebec).
Hij probeerde vanaf 2006 voorwaardelijk vrij te komen, maar dit werd verschillende keren geweigerd omdat hij nog steeds als risicovol werd ingeschat. Pas eind 2010 besliste hij niet opnieuw te proberen voorwaardelijk vrij te komen.
Een jaar later, op 30 september 2011, overleed hij aan de gevolgen van kanker.

## Slachtoffers
- Christine Weller (12) - Meermaals gestoken en gewurgd met een riem.
- Colleen Marian Daignault (13)
- Daryn Todd Johnsrude (16)
- Sandra Wolfsteiner (16)
- Ada Court (13)
- Simon Partington (9)
- Judy Kozma (14)
- Raymond King jr (15)
- Sigrun Arnd (18)
- Terri Lyn Carson (15)
- Louise Chartrand

## In de media

### Boeken
- The Olson Murders (1982) - door Jon Ferry en Damian Inwood
- Final Payoff (1990) - door Ian Mulgrew
- Where Shadows Linger: The Untold Story of the Olson Murder Investigation (2000) - door W. Leslie Holmes